# Хорватия на летних Олимпийских играх 2024

## Медали
| Медаль  | Спортсмен(ы) | Вид спорта           | Дисциплина                         | Дата       |
| ------- | --- | -------------------- | ---------------------------------- | ---------- |
| Золото  | Барбара Матич | Дзюдо                | До 70 кг                           | 31 июля    |
| Золото  | Мартин Синкович Валент Синкович | Академическая гребля | Двойки распашные                   | 2 августа  |
| Серебро | Донна Векич | Теннис               | Женский одиночный турнир           | 3 августа  |
| Серебро | Марко Бияч Рино Бурич Лорен Фатович Лука Лончар Маро Йокович Лука Букич Анте Вукичевич Марко Жувела Йерко Маринич Крагич Йосип Врлич Матиас Биляка Константин Харьков Тони Попадич | Водное поло          | Мужской турнир                     | 11 августа |
| Бронза  | Миран Маричич | Стрельба             | Пневматическая винтовка, 10 метров | 29 июля    |
| Бронза  | Сандра Элкасевич | Лёгкая атлетика      | Метание диска                      | 5 августа  |
| Бронза  | Лена Стойкович | Тхэквондо            | До 49 кг                           | 5 августа  |

| Вид спорта           | 1 | 2 | 3 | Всего |
| Академическая гребля | 1 | 0 | 0 | 1     |
| Дзюдо                | 1 | 0 | 0 | 1     |
| Водное поло          | 0 | 1 | 0 | 1     |
| Теннис               | 0 | 1 | 0 | 1     |
| Лёгкая атлетика      | 0 | 0 | 1 | 1     |
| Стрельба             | 0 | 0 | 1 | 1     |
| Тхэквондо            | 0 | 0 | 1 | 1     |
| Всего                | 2 | 2 | 3 | 7     |

| Медали по датам | Медали по датам | Медали по датам | Медали по датам | Медали по датам | Медали по датам |
| --------------- | --------------- | --------------- | --------------- | --------------- | --------------- |
| Дата            | 1               | 2               | 3               | Всего           |                 |
| 29 июля         | 0               | 0               | 1               | 1               |                 |
| 31 июля         | 1               | 0               | 0               | 1               |                 |
| 2 августа       | 1               | 0               | 0               | 1               |                 |
| 3 августа       | 0               | 1               | 0               | 1               |                 |
| 5 августа       | 0               | 0               | 1               | 1               |                 |
| 7 августа       | 0               | 0               | 1               | 1               |                 |
| 11 августа      | 0               | 1               | 0               | 1               |                 |
| Всего           | 2               | 2               | 3               | 7               |                 |

| Медали по полу | Медали по полу | Медали по полу | Медали по полу | Медали по полу |
| -------------- | -------------- | -------------- | -------------- | -------------- |
| Пол            | 1              | 2              | 3              | Всего          |
| Мужчины        | 1              | 1              | 1              | 3              |
| Женщины        | 1              | 1              | 2              | 4              |
| Микст          | 0              | 0              | 0              | 0              |
| Всего          | 2              | 2              | 3              | 7              |

## Квалификация
| № п/п | Вид спорта                  | Мужчины        | Мужчины                | Женщины        | Женщины                | Всего          | Всего                  |
| № п/п | Вид спорта                  | Завоевано квот | Количество спортсменов | Завоевано квот | Количество спортсменов | Завоевано квот | Количество спортсменов |
| ----- | --------------------------- | -------------- | ---------------------- | -------------- | ---------------------- | -------------- | ---------------------- |
| 1     | Академическая гребля        | 3              | 5                      |                |                        | 3              | 5                      |
| 2     | Бокс                        | 1              | 1                      |                |                        | 1              | 1                      |
| 3     | Велоспорт                   | 1              | 1                      |                |                        | 1              | 1                      |
| 4     | Водное поло                 | 1              | 13                     |                |                        | 1              | 13                     |
| 5     | Гандбол                     | 1              | 14                     |                |                        | 1              | 14                     |
| 6     | Спортивная гимнастика       | 2              | 2                      |                |                        | 2              | 2                      |
| 7     | Гребля на байдарках и каноэ | 2              | 1                      | 1              | 1                      | 3              | 2                      |
| 8     | Дзюдо                       | 1              | 1                      | 2              | 2                      | 3              | 3                      |
| 9     | Лёгкая атлетика             | 4              | 4                      | 5              | 5                      | 9              | 9                      |
| 10    | Настольный теннис           | 3              | 3                      | 1              | 1                      | 4              | 4                      |
| 11    | Парусный спорт              | 3              | 4                      | 2              | 2                      | 5              | 6                      |
| 12    | Плавание                    | 3              | 2                      | 2              | 1                      | 5              | 3                      |
| 13    | Стрельба                    | 5              | 3                      |                |                        | 5              | 3                      |
| 14    | Теннис                      | 1              | 2                      | 2              | 2                      | 3              | 4                      |
| 15    | Тхэквондо                   | 2              | 2                      | 1              | 1                      | 3              | 3                      |
|       | ИТОГО                       | 33             | 58                     | 16             | 15                     | 49             | 73                     |

## Состав команды
Академическая гребля
1. Дамир Мартин
2. Мартин Синкович
3. Валент Синкович
4. Патрик Лончарич[англ.]
5. Антон Лончарич[англ.]

 Бокс
1. Габриэль Веочич[нем.]

Велоспорт
 BMX
1. Марин Рантеш[англ.]

 Водное поло
1. Марко Бияч
2. Рино Бурич
3. Лорен Фатович
4. Лука Лончар
5. Маро Йокович
6. Лука Букич
7. Анте Вукичевич
8. Марко Жувела
9. Йерко Маринич Крагич
10. Йосип Врлич
11. Матиас Биляка
12. Константин Харьков
13. Тони Попадич

 Гандбол
1. Доминик Кузманович
2. Ловро Михич
3. Домагой Дувняк
4. Марио Шоштарич
5. Матей Мандич[англ.]
6. Йосип Шарац
7. Верон Начинович
8. Лука Циндрич
9. Никола Граховац[англ.]
10. Тин Лучин
11. Иван Мартинович
12. Марин Шипич
13. Звонимир Срна
14. Лука Ловре Кларица[англ.]

Гимнастика
 Спортивная гимнастика
1. Тин Србич
2. Аурель Бенович[англ.]

Гребля на байдарках и каноэ
 Гребля на гладкой воде
1. Анамария Говорчинович[англ.]

 Гребной слалом
1. Матья Маринич[англ.]

 Дзюдо
1. Златко Кумрич[англ.]
2. Катарина Кришто[англ.]
3. Барбара Матич

 Лёгкая атлетика
1. Филип Правдица[англ.]
2. Филип Михалевич
3. Мартин Маркович[англ.]
4. Матия Грегурич[англ.]
5. Бояна Бельяц[англ.]
6. Матея Парлов Коштро[англ.]
7. Сандра Элкасевич
8. Мария Толь[англ.]
9. Сара Колак

 Настольный теннис
1. Андрей Гачина
2. Томислав Пукар[англ.]
3. Филип Желько[англ.]
4. Ивана Малобабич[англ.]

 Парусный спорт
1. Мартин Доленц[англ.]
2. Филип Юришич[англ.]
3. Шиме Фантела[англ.]
4. Миховил Фантела[англ.]
5. Палма Чарго[англ.]
6. Елена Воробьева[англ.]

 Плавание
1. Йере Хрибар[англ.]
2. Никола Миленич[англ.]
3. Яна Павалич[англ.]

 Стрельба
1. Миран Маричич
2. Петар Горша[англ.]
3. Джованни Черногорац

 Теннис
1. Мате Павич
2. Никола Мектич
3. Донна Векич
4. Петра Мартич

 Тхэквондо
1. Иван Шапина
2. Марко Голубич[англ.]
3. Лена Стойкович

## Академическая гребля
Хорватия завоевала три квоты на участие в соревнованиях по академической гребле на Чемпионате мира по академической гребле 2023 года в Белграде, Сербия.
Мужчины
| Спортсмен                       | Дисциплина       | Заезд   | Заезд    | Утеш. заезд | Утеш. заезд | Четвертьфиналы | Четвертьфиналы | Полуфиналы | Полуфиналы | Финалы  | Финалы |
| Спортсмен                       | Дисциплина       | Время   | Место    | Время       | Место       | Время          | Место          | Время      | Место      | Время   | Место  |
| ------------------------------- | ---------------- | ------- | -------- | ----------- | ----------- | -------------- | -------------- | ---------- | ---------- | ------- | ------ |
| Дамир Мартин                    | Одиночки         | 6.54,83 | 2 QF     | —           | —           | 6.53,55        | 2 Q SA/B       | 6.58,23    | 6 Q FB     | 6.57,77 | 11     |
| Мартин Синкович Валент Синкович | Двойки распашные | 6.35,28 | 1 Q SA/B | —           | —           | —              | —              | 6.29,98    | 1 Q FA     | 6.23,66 | 1      |
| Патрик Лончарич Антон Лончарич  | Двойки парные    | 6.24,62 | 3 Q SA/B | —           | —           | —              | —              | 6.49,51    | 6 Q FB     | 6.26,04 | 12     |

Легенда: FA=Финал А (медали); FB=Финал В; FC=Финал С; FD=Финал D; FE=Финал E; FF=Финал F; SA/B=Полуфиналы A/B; SC/D=Полуфиналы C/D; SE/F=Полуфиналы E/F; QF=Четвертьфиналы; R=Утешительные заезды

## Бокс
Хорватия завоевала одно место в турнир по боксу на Европейских играх 2023 года в Новы-Тарг, Польша.
| Спортсмен       | Категория     | 1/16 финала        | 1/8 финала             | Четвертьфиналы            | Полуфиналы           | Финал                | Финал                |
| Спортсмен       | Категория     | Соперник Результат | Соперник Результат     | Соперник Результат        | Соперник Результат   | Соперник Результат   | Место                |
| --------------- | ------------- | ------------------ | ---------------------- | ------------------------- | -------------------- | -------------------- | -------------------- |
| Габриэль Веочич | Мужчины 80 кг | —                  | JORХуссейн Ишаиш В 5–0 | DOMКристиан Пиналес П 0–5 | завершил выступление | завершил выступление | завершил выступление |

## Велоспорт

### BMX
BMX-Фристайл
Хорватия завоевала одно место в мужские соревнования по BMX-фристайлу по итогам Олимпийских квалификационных серий 2024 года.
| Спортсмен    | Категория | Квалификация | Квалификация | Квалификация | Квалификация | Финал                | Финал                | Финал                | Финал                |
| Спортсмен    | Категория | 1 заезд      | 2 заезд      | Средний балл | Место        | 1 заезд              | 2 заезд              | Средний балл         | Место                |
| ------------ | --------- | ------------ | ------------ | ------------ | ------------ | -------------------- | -------------------- | -------------------- | -------------------- |
| Марин Рантеш | Мужчины   | 85,19        | 67,40        | 76,29        | 11           | завершил выступление | завершил выступление | завершил выступление | завершил выступление |

## Водное поло
Мужская сборная Хорватии по водному поло завоевала право участвовать в олимпийском турнире, выиграв ватерпольный турнир на Чемпионате мира по водным спорта 2024 года в Дохе, Катар.
| Команда  | Соревнование   | Групповая стадия  | Групповая стадия | Групповая стадия | Групповая стадия | Групповая стадия | Групповая стадия | Четвертьфиналы | Полуфиналы    | Финал / За 3 место | Финал / За 3 место |
| Команда  | Соревнование   | Соперник Счёт     | Соперник Счёт    | Соперник Счёт    | Соперник Счёт    | Соперник Счёт    | Место            | Соперник Счёт  | Соперник Счёт | Соперник Счёт      | Место              |
| -------- | -------------- | ----------------- | ---------------- | ---------------- | ---------------- | ---------------- | ---------------- | -------------- | ------------- | ------------------ | ------------------ |
| Хорватия | Мужской турнир | Черногория В 11–8 | Италия П 11–14   | Румыния В 11–8   | Греция В 14–13   | США П 11–14      | 4 Q              | Испания В 10–8 | Венгрия В 9–8 | Сербия П 11–13     | 2                  |

### Мужской турнир
Состав команды
Состав команды был объявлен 13 июля 2024 года. 
Тренер:  Ивица Туцак
- Марко Бияч (К) В
- Рино Бурич ЦЗ
- Лорен Фатович ПЗ
- Лука Лончар ЦН
- Маро Йокович ПЗ
- Лука Букич Д
- Анте Вукичевич Д
- Марко Жувела ЦЗ
- Йерко Маринич Крагич Д
- Йосип Врлич ЦН
- Матиас Биляка ЦЗ
- Константин Харьков ПЗ
- Тони Попадич В

Групповой этап
| Поз | Команда    | И | В | ВПЕН | ППЕН | П | МЗ | МП | РМ  | О  | Квалификация   |
| --- | ---------- | - | - | ---- | ---- | - | -- | -- | --- | -- | -------------- |
| 1   | Греция     | 5 | 3 | 1    | 0    | 1 | 61 | 52 | +9  | 11 | Четвертьфиналы |
| 2   | Италия     | 5 | 3 | 1    | 0    | 1 | 60 | 43 | +17 | 11 | Четвертьфиналы |
| 3   | США        | 5 | 3 | 0    | 0    | 2 | 59 | 51 | +8  | 9  | Четвертьфиналы |
| 4   | Хорватия   | 5 | 3 | 0    | 0    | 2 | 58 | 57 | +1  | 9  | Четвертьфиналы |
| 5   | Черногория | 5 | 1 | 0    | 2    | 2 | 45 | 50 | −5  | 5  |                |
| 6   | Румыния    | 5 | 0 | 0    | 0    | 5 | 37 | 67 | −30 | 0  |                |

| 28 июля 2024 16:35 | \| Хорватия \| 11:8 протокол \| Черногория \| \| Фатович 3 \| Голы \| Джурджич 3 \| | Париж Акватик центр Судьи: Борис Маргета (Словения), Давид Гомес (Испания) |
| Хорватия           | 11:8 протокол                                                                       | Черногория                                                                 |
| Фатович 3          | Голы                                                                                | Джурджич 3                                                                 |

| 30 июля 2024 12:05    | \| Хорватия \| 11:14 протокол \| Италия \| \| Фатович, Харьков по 2 \| Голы \| ди Фульвио 4 \| | Париж Акватик центр Судьи: Михел Цварт (Нидерланды), Себастьян Дервю (Франция) |
| Хорватия              | 11:14 протокол                                                                                 | Италия                                                                         |
| Фатович, Харьков по 2 | Голы                                                                                           | ди Фульвио 4                                                                   |

| 1 августа 2024 19:30 | \| Румыния \| 8:11 протокол \| Хорватия \| \| Фуля, Тепелус по 2 \| Голы \| три игрока по 2 \| | Париж Акватик центр Судьи: Тамаш Ковач (Венгрия), Тисато Куросаки (Япония) |
| Румыния              | 8:11 протокол                                                                                  | Хорватия                                                                   |
| Фуля, Тепелус по 2   | Голы                                                                                           | три игрока по 2                                                            |

| 3 августа 2024 12:05 | \| Хорватия \| 14:13 протокол \| Греция \| \| Харьков 4 \| Голы \| пять игроков по 5 \| | Париж Акватик центр Судьи: Воин Путникович (Сербия), Давид Гомес (Испания) |
| Хорватия             | 14:13 протокол                                                                          | Греция                                                                     |
| Харьков 4            | Голы                                                                                    | пять игроков по 5                                                          |

| 5 августа 2024 18:30 | \| Хорватия \| 11:14 протокол \| США \| \| Харьков 5 \| Голы \| Даубе, Ирвинг по 3 \| | Париж Акватик центр Судьи: Себастьян Дервю (Франция), Франк Оме (Германия) |
| Хорватия             | 11:14 протокол                                                                        | США                                                                        |
| Харьков 5            | Голы                                                                                  | Даубе, Ирвинг по 3                                                         |

Четвертьфинал
| 7 августа 2024 14:00 | \| Хорватия \| 10 : 8 протокол \| Испания \| \| три игрока по 2 \| Голы \| три игрока по 2 \| | Пари-Ла-Дефанс Арена Судьи: Борис Маргета (Словения), Даррен Спиритосанто (США) |
| Хорватия             | 10 : 8 протокол                                                                               | Испания                                                                         |
| три игрока по 2      | Голы                                                                                          | три игрока по 2                                                                 |

Полуфинал
| 9 августа 2024 19:35 | \| Венгрия \| 8 : 9 протокол \| Хорватия \| \| Яншик, Вамош по 2 \| Голы \| Фатович 5 \| | Пари-Ла-Дефанс Арена Судьи: Франк Оме (Германия), Давид Гомес (Испания) |
| Венгрия              | 8 : 9 протокол                                                                           | Хорватия                                                                |
| Яншик, Вамош по 2    | Голы                                                                                     | Фатович 5                                                               |

Матч за 3 место
| 11 августа 2024 14:00 | \| Сербия \| 13 : 11 протокол \| Хорватия \| \| Чук 3 \| Голы \| Маринич Крагич 3 \| | Пари-Ла-Дефанс Арена Судьи: Борис Маргета (Словения), Михил Зварт (Нидерланды) |
| Сербия                | 13 : 11 протокол                                                                     | Хорватия                                                                       |
| Чук 3                 | Голы                                                                                 | Маринич Крагич 3                                                               |

## Гандбол
Мужская гандбольная команда Хорватии завоевала право участвовать в олимпийском турнире, выиграв олимпийский квалификационный турнир в Ганновере, Германия.
| Команда  | Соревнование   | Групповая стадия | Групповая стадия | Групповая стадия | Групповая стадия | Групповая стадия | Групповая стадия | Четвертьфиналы        | Полуфиналы            | Финал / Матч за 3 место | Финал / Матч за 3 место |
| Команда  | Соревнование   | Соперник Счёт    | Соперник Счёт    | Соперник Счёт    | Соперник Счёт    | Соперник Счёт    | Место            | Соперник Счёт         | Соперник Счёт         | Соперник Счёт           | Место                   |
| -------- | -------------- | ---------------- | ---------------- | ---------------- | ---------------- | ---------------- | ---------------- | --------------------- | --------------------- | ----------------------- | ----------------------- |
| Хорватия | Мужской турнир | Япония В 30–29   | Словения П 29–31 | Германия В 31–26 | Швеция П 27–38   | Испания П 31–32  | 5                | завершили выступление | завершили выступление | завершили выступление   | 9                       |

### Мужской турнир
Состав команды
Состав команды был объявлен 7 июля 2024 года. 
Тренер:  Дагур Сигурдссон
- Доминик Кузманович ГК
- Ловро Михич ЛК
- Домагой Дувняк Р
- Марио Шоштарич ПК
- Матей Мандич[англ.] ГК
- Йосип Шарац ЛП
- Верон Начинович Л
- Лука Циндрич Р
- Никола Граховац[англ.] Л
- Тин Лучин ЛП
- Иван Мартинович ПП
- Марин ШипичЛ
- Звонимир Срна ЛП
- Лука Ловре Кларица[англ.] ПП

Групповой этап
| Поз | Команда  | И | В | Н | П | МЗ  | МП  | РМ  | О | Квалификация   |
| --- | -------- | - | - | - | - | --- | --- | --- | - | -------------- |
| 1   | Германия | 5 | 4 | 0 | 1 | 162 | 144 | +18 | 8 | Четвертьфиналы |
| 2   | Словения | 5 | 3 | 0 | 2 | 140 | 142 | −2  | 6 | Четвертьфиналы |
| 3   | Испания  | 5 | 3 | 0 | 2 | 151 | 148 | +3  | 6 | Четвертьфиналы |
| 4   | Швеция   | 5 | 3 | 0 | 2 | 158 | 139 | +19 | 6 | Четвертьфиналы |
| 5   | Хорватия | 5 | 2 | 0 | 3 | 148 | 156 | −8  | 4 |                |
| 6   | Япония   | 5 | 0 | 0 | 5 | 143 | 173 | −30 | 0 |                |

| 27 июля 2024 14:00 | Хорватия   | 30 : 29   | Япония     | Арена 6 Южный Париж, Париж Зрителей: 5749 Судьи: Клевен, Йёрум (NOR) |
| 27 июля 2024 14:00 | Шоштарич 6 | (13 : 18) | Ясухира 10 | Арена 6 Южный Париж, Париж Зрителей: 5749 Судьи: Клевен, Йёрум (NOR) |
| 27 июля 2024 14:00 | 3×         | протокол  | 4×         | Арена 6 Южный Париж, Париж Зрителей: 5749 Судьи: Клевен, Йёрум (NOR) |

| 29 июля 2024 11:00 | Словения       | 31 : 29   | Хорватия        | Арена 6 Южный Париж, Париж |
| 29 июля 2024 11:00 | Янц, Влах по 8 | (13 : 13) | три игрока по 5 | Арена 6 Южный Париж, Париж |
| 29 июля 2024 11:00 | 5× 1×          | протокол  | 8× 1×           | Арена 6 Южный Париж, Париж |

| 31 июля 2024 11:00 | Хорватия     | 31:26    | Германия | Арена 6 Южный Париж, Париж Зрителей: 5774 Судьи: Горачек, Новотны (CZE) |
| 31 июля 2024 11:00 | Мартинович 9 | (15:13)  | Голла 8  | Арена 6 Южный Париж, Париж Зрителей: 5774 Судьи: Горачек, Новотны (CZE) |
| 31 июля 2024 11:00 | 5× 1×        | протокол |          | Арена 6 Южный Париж, Париж Зрителей: 5774 Судьи: Горачек, Новотны (CZE) |

| 2 августа 2024 14:00 | Хорватия     | 27:38    | Швеция   | Арена 6 Южный Париж, Париж Зрителей: 5774 Судьи: Ш. Бонавантюра, Ж. Бонавантюра (FRA) |
| 2 августа 2024 14:00 | Мартинович 8 | (15:18)  | Пеллас 9 | Арена 6 Южный Париж, Париж Зрителей: 5774 Судьи: Ш. Бонавантюра, Ж. Бонавантюра (FRA) |
| 2 августа 2024 14:00 | 4× 1×        | протокол | 3×       | Арена 6 Южный Париж, Париж Зрителей: 5774 Судьи: Ш. Бонавантюра, Ж. Бонавантюра (FRA) |

| 4 августа 2024 21:00 | Испания    | 32 : 31  | Хорватия  | Арена 6 Южный Париж, Париж Зрителей: 5723 Судьи: Горачек, Новотны (CZE) |
| 4 августа 2024 21:00 | Родригес 6 | (20:15)  | Кларица 7 | Арена 6 Южный Париж, Париж Зрителей: 5723 Судьи: Горачек, Новотны (CZE) |
| 4 августа 2024 21:00 | 2×         | протокол | 6× 1×     | Арена 6 Южный Париж, Париж Зрителей: 5723 Судьи: Горачек, Новотны (CZE) |

## Гимнастика спортивная
Хорватия получила одно место в мужском многоборье на Чемпионате мира по спортивной гимнастике 2023 года в Антверпене и одно место по итогам Серии этапов Кубка мира 2024 года.

### Мужчины
| Спортсмен      | Дисциплина         | Квалификация | Квалификация | Квалификация | Квалификация | Квалификация | Квалификация | Квалификация | Квалификация | Финал                | Финал                | Финал                | Финал                | Финал                | Финал                | Финал                | Финал                |
| Спортсмен      | Дисциплина         | Снаряды      | Снаряды      | Снаряды      | Снаряды      | Снаряды      | Снаряды      | Всего        | Место        | Снаряды              | Снаряды              | Снаряды              | Снаряды              | Снаряды              | Снаряды              | Всего                | Место                |
| Спортсмен      | Дисциплина         | В            | КН           | КО           | ОП           | ПБ           | П            | Всего        | Место        | В                    | КН                   | КО                   | ОП                   | ПБ                   | П                    | Всего                | Место                |
| -------------- | ------------------ | ------------ | ------------ | ------------ | ------------ | ------------ | ------------ | ------------ | ------------ | -------------------- | -------------------- | -------------------- | -------------------- | -------------------- | -------------------- | -------------------- | -------------------- |
| Тин Србич      | Перекладина        | —            | —            | —            | —            | —            | 14,600       | 14,600       | 4 Q          | —                    | —                    | —                    | —                    | —                    | 11,333               | 11,333               | 8                    |
| Аурель Бенович | Вольные упражнения | 13,766       | —            | —            | —            | —            | —            | 13,766       | 28           | завершил выступление | завершил выступление | завершил выступление | завершил выступление | завершил выступление | завершил выступление | завершил выступление | завершил выступление |
| Аурель Бенович | Опорный прыжок     | —            | —            | —            | 14,733       | —            | —            | 14,733       | 3 Q          | —                    | —                    | —                    | 14,900               | —                    | —                    | 14,900               | 5                    |

## Гребля на байдарках и каноэ

### Гладкая вода
Хорватия завоевала право выставить одну лодку в женские соревнования на гладкой воде на Чемпионате мира по гребле на байдарках и каноэ в Дуйсбурге, Германия.
Женщины
| Спортсмен             | Дисциплина              | Заезды  | Заезды | Четвертьфиналы | Четвертьфиналы | Полуфиналы | Полуфиналы | Финалы                | Финалы                |
| Спортсмен             | Дисциплина              | Время   | Место  | Время          | Место          | Время      | Место      | Время                 | Место                 |
| --------------------- | ----------------------- | ------- | ------ | -------------- | -------------- | ---------- | ---------- | --------------------- | --------------------- |
| Анамария Говорчинович | Байдарка-одиночка 500 м | 1.55,51 | 4 QF   | 1.52,92        | 4 SF           | 1.53,13    | 7          | завершила выступление | завершила выступление |

### Гребной слалом
Хорватия завоевала Чемпионате мира по гребному слалому в Лондоне, Великобритания право выставить одну лодку в мужских соревнованиях на каноэ, а также автоматически в кроссе.
Мужчины
| Спортсмен     | Дисциплина     | Заезды    | Заезды | Заезды    | Заезды | Заезды       | Заезды | Полуфинал | Полуфинал | Финал  | Финал |
| Спортсмен     | Дисциплина     | 1 попытка | Место  | 2 попытка | Место  | Лучшее время | Место  | Время     | Место     | Время  | Место |
| ------------- | -------------- | --------- | ------ | --------- | ------ | ------------ | ------ | --------- | --------- | ------ | ----- |
| Матья Маринич | Каноэ-одиночка | 91,61     | 3      | 98,44     | 9      | 91,61        | 3 Q    | 98,82     | 7 Q       | 100,35 | 8     |

Кросс на байдарках
| Спортсмен     | Категория | Квалиф. время | Место | 1 круг | Утеш. заезды | 2 круг | Четвертьфиналы       | Полуфиналы           | Финал                | Место |
| ------------- | --------- | ------------- | ----- | ------ | ------------ | ------ | -------------------- | -------------------- | -------------------- | ----- |
| Матья Маринич | Мужчины   | 74,80         | 27    | 3 R    | 2 Q          | 4      | завершил выступление | завершил выступление | завершил выступление | 32    |

## Дзюдо
Хорватия получила по рейтингу IJF одно места в мужские и два места в женские соревнования.
| Спортсмен       | Категория         | 1/16 финала                 | 1/8 финала              | Четвертьфиналы       | Полуфиналы                       | Утеш. поединки       | Финал / За 3 место          | Финал / За 3 место   |
| Спортсмен       | Категория         | Соперник Результат          | Соперник Результат      | Соперник Результат   | Соперник Результат               | Соперник Результат   | Соперник Результат          | Место                |
| --------------- | ----------------- | --------------------------- | ----------------------- | -------------------- | -------------------------------- | -------------------- | --------------------------- | -------------------- |
| Златко Кумрич   | Мужчины до 100 кг | ITAДженнаро Пирелли П 00–10 | завершил выступление    | завершил выступление | завершил выступление             | завершил выступление | завершил выступление        | завершил выступление |
| Катарина Кришто | Женщины до 63 кг  | CAFНадя Гимендего В 10–00   | JPNМику Такаичи В 01–00 | KORКим Чи Со В 10–00 | MEXПриска Авити Алькарас П 00–11 | —                    | KOSЛаура Фазлиу П 00–10     | 5                    |
| Барбара Матич   | Женщины до 70 кг  | —                           | ITAКим Поллинг В 10–00  | ESPАи Цунода В 10–00 | NEDСанне Ван Дейк В 10–00        | —                    | GERМириам Буткерайт В 01–00 | 1                    |

## Легкая атлетика
Хорватские легкоатлеты выполнили нормативы для участия в Играх 2024 года, пройдя прямую квалификацию или по мировому рейтингу, в следующих соревнованиях (максимум по 3 спортсмена в каждом):
Беговые дисциплины
Женщины
| Спортсмен           | Дисциплина | Финал     | Финал |
| Спортсмен           | Дисциплина | Результат | Место |
| ------------------- | ---------- | --------- | ----- |
| Бояна Бельяц        | Марафон    | 2:41.13   | 71    |
| Матея Парлов Коштро | Марафон    | DNF       | DNF   |

Технические дисциплины
Мужчины
| Спортсмен       | Дисциплина     | Полуфиналы | Полуфиналы | Финал                | Финал                |
| Спортсмен       | Дисциплина     | Результат  | Место      | Результат            | Место                |
| --------------- | -------------- | ---------- | ---------- | -------------------- | -------------------- |
| Филип Правдица  | Прыжки в длину | 8,04       | 5 Q        | 7,90                 | 9                    |
| Филип Михалевич | Толкание ядра  | 20,75      | 14         | завершил выступление | завершил выступление |
| Мартин Маркович | Метание диска  | 62,31      | 16         | завершил выступление | завершил выступление |
| Матия Грегурич  | Метание молота | 73,69      | 17         | завершил выступление | завершил выступление |

Женщины
| Спортсмен        | Дисциплина    | Полуфиналы | Полуфиналы | Финал                 | Финал                 |
| Спортсмен        | Дисциплина    | Результат  | Место      | Результат             | Место                 |
| ---------------- | ------------- | ---------- | ---------- | --------------------- | --------------------- |
| Сандра Элкасевич | Метание диска | 65,63      | 2 Q        | 67,51                 | 3                     |
| Мария Толь       | Метание диска | 59.87      | 23         | завершила выступление | завершила выступление |
| Сара Колак       | Метание копья | 64,57      | 2 Q        | 63,40                 | 4                     |

## Настольный теннис
Хорватия завоевала право выставить мужскую команду, а также автоматически двух игроков в мужском индивидуальном турнире по результатам рейтинга ITTF среди мужских команд. Также по результатам рейтинга ITTF Хорватия получила одно место в женском индивидуальном турнире.
| Спортсмен                                 | Дисциплина      | 1/32 финала             | 1/16 финала             | 1/8 финала               | Четвертьфиналы        | Полуфиналы            | Финал / За 3 место    | Финал / За 3 место    |
| Спортсмен                                 | Дисциплина      | Соперник Результат      | Соперник Результат      | Соперник Результат       | Соперник Результат    | Соперник Результат    | Соперник Результат    | Место                 |
| ----------------------------------------- | --------------- | ----------------------- | ----------------------- | ------------------------ | --------------------- | --------------------- | --------------------- | --------------------- |
| Андрей Гачина                             | Мужчины личное  | ROUОвидиу Ионеску В 4–1 | TPEЛинь Юньжу П 0–4     | завершил выступление     | завершил выступление  | завершил выступление  | завершил выступление  | завершил выступление  |
| Томислав Пукар                            | Мужчины личное  | ALGМехди Булусса В 4–0  | FRAАлексис Лебрен П 0–4 | завершил выступление     | завершил выступление  | завершил выступление  | завершил выступление  | завершил выступление  |
| Андрей Гачина Томислав Пукар Филип Желько | Мужчины команды | —                       | —                       | Республика Корея · П 0–3 | завершили выступление | завершили выступление | завершили выступление | завершили выступление |
| Ивана Малобабич                           | Женщины личное  | SGPЦзэн Цзянь П 3–4     | завершила выступление   | завершила выступление    | завершила выступление | завершила выступление | завершила выступление | завершила выступление |

## Парусный спорт
Хорватия завоевала право выставить по одной лодке (яхте) в нижеследующих классах судов по результатам Чемпионата мира по парусному спорту 2023 года в Гааге, Нидерланды, чемпионата Европы 2023 года и Чемпионата Европы в классе ILCA 2024 года.
Гонки с выбыванием
| Спортсмен     | Дисциплина           | Открытые серии | Открытые серии | Открытые серии | Открытые серии | Открытые серии | Открытые серии | Открытые серии | Открытые серии | Открытые серии | Открытые серии | Открытые серии | Открытые серии | Открытые серии | Открытые серии | Открытые серии | Открытые серии | Открытые серии | Открытые серии | 1/4 финала            | Полуфинал             | Полуфинал             | Полуфинал             | Полуфинал             | Полуфинал             | Полуфинал             | Полуфинал             | Полуфинал             | Финал                 | Финал                 | Финал                 | Финал                 | Финал                 | Финал                 | Финал                 | Финал                 |
| Спортсмен     | Дисциплина           | 1              | 2              | 3              | 4              | 5              | 6              | 7              | 8              | 9              | 10             | 11             | 12             | 13             | 14             | 15             | 16             | Сумма          | Место          | Место                 | 1                     | 2                     | 3                     | 4                     | 5                     | 6                     | Всего побед           | Место                 | 1                     | 2                     | 3                     | 4                     | 5                     | 6                     | Всего побед           | Место                 |
| ------------- | -------------------- | -------------- | -------------- | -------------- | -------------- | -------------- | -------------- | -------------- | -------------- | -------------- | -------------- | -------------- | -------------- | -------------- | -------------- | -------------- | -------------- | -------------- | -------------- | --------------------- | --------------------- | --------------------- | --------------------- | --------------------- | --------------------- | --------------------- | --------------------- | --------------------- | --------------------- | --------------------- | --------------------- | --------------------- | --------------------- | --------------------- | --------------------- | --------------------- |
| Палма Чарго   | Женщины IQFoil       | 17             | 14             | 3              | 4              | 13             | 8              | 15             | 9              | 19             | 9              | 9              | 25 UFD         | 25 DNF         | 1              | —              | —              | 121            | 12             | завершила выступление | завершила выступление | завершила выступление | завершила выступление | завершила выступление | завершила выступление | завершила выступление | завершила выступление | завершила выступление | завершила выступление | завершила выступление | завершила выступление | завершила выступление | завершила выступление | завершила выступление | завершила выступление | завершила выступление |
| Мартин Доленц | Мужчины Формула Кайт | 14             | 14             | 18             | 13             | 13             | 5              | 8              | отменены       | отменены       | отменены       | отменены       | отменены       | отменены       | отменены       | отменены       | отменены       | 53             | 14             | завершил выступление  | завершил выступление  | завершил выступление  | завершил выступление  | завершил выступление  | завершил выступление  | завершил выступление  | завершил выступление  | завершил выступление  | завершил выступление  | завершил выступление  | завершил выступление  | завершил выступление  | завершил выступление  | завершил выступление  | завершил выступление  | завершил выступление  |

Медальные гонки
| Спортсмен                    | Дисциплина     | Гонка | Гонка | Гонка | Гонка | Гонка | Гонка | Гонка | Гонка | Гонка    | Гонка    | Гонка | Гонка | Гонка | Баллы | Место |
| Спортсмен                    | Дисциплина     | 1     | 2     | 3     | 4     | 5     | 6     | 7     | 8     | 9        | 10       | 11    | 12    | M*    | Баллы | Место |
| ---------------------------- | -------------- | ----- | ----- | ----- | ----- | ----- | ----- | ----- | ----- | -------- | -------- | ----- | ----- | ----- | ----- | ----- |
| Филип Юришич                 | Мужчины ILCA 7 | 13    | 4     | 32    | 1     | 31    | 24    | 28    | 14    | отменены | отменены | —     | —     | EL    | 115   | 19    |
| Шиме Фантела Миховил Фантела | Мужчины 49-й   | 12    | 15    | 12    | 13    | 4     | 6     | 2     | 15    | 8        | 10       | 2     | 1     | 22    | 107   | 9     |
| Елена Воробьева              | Женщины ILCA 6 | 5     | 18    | 40    | 16    | 3     | 12    | 4     | 13    | 8        | отменена | —     | —     | 18    | 97    | 6     |

M = Медальная гонка; EL = Выбыл – не участвовал в медальной гонке

## Плавание
Хорватские пловцы выполнили требования для участия в нижеследующих дисциплинах плавательного турнира Олимпиады (максимум два пловца, выполнивших Олимпийский квалификационный норматив (OST) или, возможно, Олимпийский рассматриваемый норматив (OCT)). 
Мужчины
| Спортсмен      | Дисциплина          | Заплывы | Заплывы | Полуфиналы           | Полуфиналы           | Финал                | Финал                |
| Спортсмен      | Дисциплина          | Время   | Место   | Время                | Место                | Время                | Место                |
| -------------- | ------------------- | ------- | ------- | -------------------- | -------------------- | -------------------- | -------------------- |
| Йере Хрибар    | 50 м вольный стиль  | 22,08   | 22      | завершил выступление | завершил выступление | завершил выступление | завершил выступление |
| Никола Миленич | 100 м вольный стиль | 49,34   | 33      | завершил выступление | завершил выступление | завершил выступление | завершил выступление |
| Никола Миленич | 100 м баттерфляй    | 53,32   | 30      | завершил выступление | завершил выступление | завершил выступление | завершил выступление |

Женщины
| Спортсмен   | Дисциплина          | Заплывы | Заплывы | Полуфиналы            | Полуфиналы            | Финал                 | Финал                 |
| Спортсмен   | Дисциплина          | Время   | Место   | Время                 | Место                 | Время                 | Место                 |
| ----------- | ------------------- | ------- | ------- | --------------------- | --------------------- | --------------------- | --------------------- |
| Яна Павалич | 50 м вольный стиль  | 25,24   | 25      | завершила выступление | завершила выступление | завершила выступление | завершила выступление |
| Яна Павалич | 100 м вольный стиль | 55,77   | 21      | завершила выступление | завершила выступление | завершила выступление | завершила выступление |

## Стрельба
Хорватия завоевала по одному месту в олимпийский турнир стрелков на Чемпионате мира по стрельбе 2023 года в Баку, Азербайджан, Чемпионате Европы в дисциплинах на 25 и 50 м 2024 года в Осиеке, Хорватия и согласно Мировому Олимпийскому рейтингу. Еще две квоты Хорватия получила благодаря квалификации стрелков в других дисциплинах согласно правилам ISSF.
Мужчины
| Спортсмен           | Дисциплина                            | Квалификация | Квалификация | Финал                | Финал                |
| Спортсмен           | Дисциплина                            | Баллы        | Место        | Баллы                | Место                |
| ------------------- | ------------------------------------- | ------------ | ------------ | -------------------- | -------------------- |
| Миран Маричич       | Винтовка из трёх положений, 50 метров | 585          | 26           | завершил выступление | завершил выступление |
| Миран Маричич       | Пневматическая винтовка, 10 метров    | 631,3        | 4 Q          | 230,0                | 3                    |
| Петар Горша         | Винтовка из трёх положений, 50 метров | 583          | 31           | завершил выступление | завершил выступление |
| Петар Горша         | Пневматическая винтовка, 10 метров    | 629,8        | 8 Q          | 165,6                | 6                    |
| Джованни Черногорац | Трап                                  | 122          | 7            | завершил выступление | завершил выступление |

## Теннис
Хорватия получила два места в одиночный женский турнир по рейтингу WTA и одно место в мужской парный турнир по рейтингу ATP.
| Спортсмен                | Дисциплина        | 1/32 финала                  | 1/16 финала                                                 | 1/8 финала                  | Четвертьфиналы                     | Полуфиналы                           | Финал / За 3 место          | Финал / За 3 место    |
| Спортсмен                | Дисциплина        | Соперник Счёт                | Соперник Счёт                                               | Соперник Счёт               | Соперник Счёт                      | Соперник Счёт                        | Соперник Счёт               | Место                 |
| ------------------------ | ----------------- | ---------------------------- | ----------------------------------------------------------- | --------------------------- | ---------------------------------- | ------------------------------------ | --------------------------- | --------------------- |
| Мате Павич Никола Мектич | Мужчины парный    | —                            | GERДоминик Кёпфер Ян-Леннард Штруфф П 3–6, 7–6(7–5), [5–10] | завершили выступление       | завершили выступление              | завершили выступление                | завершили выступление       | завершили выступление |
| Донна Векич              | Женщины одиночный | ITAЛ. Бронцетти В 6–2, 7–5   | CANБ. Андрееску В 6–3, 6–4                                  | USAК. Гауфф В 7–6(9–7), 6–2 | UKRМ. Костюк В 6–4, 2–6, 7–6(10–8) | SVKАнна Каролина Шмидлова В 6–4, 6–0 | CHNЧжэн Циньвэнь П 2–6, 3–6 | 2                     |
| Петра Мартич             | Женщины одиночный | ESPКристина Букша П 4–6, 3–6 | завершила выступление                                       | завершила выступление       | завершила выступление              | завершила выступление                | завершила выступление       | завершила выступление |

## Тхэквондо
Хорватия завоевала по одному месту в мужском и женском турнирах в соответствии с рейтингом WT и одно место в мужской турнир через Европейский квалификационный турнир 2024 года в Софии, Болгария.
| Спортсмен      | Дисциплина          | 1/8 финала                   | Четвертьфиналы                      | Полуфиналы                            | Утеш. поединки       | Финал/За 3 место            | Финал/За 3 место     |
| Спортсмен      | Дисциплина          | Соперник Результат           | Соперник Результат                  | Соперник Результат                    | Соперник Результат   | Соперник Результат          | Место                |
| -------------- | ------------------- | ---------------------------- | ----------------------------------- | ------------------------------------- | -------------------- | --------------------------- | -------------------- |
| Марко Голубич  | Мужчины до 68 кг    | DOMБернардо Пье В 3–0, 10–2  | GBRБрэдли Синден П 6–8, 11–9, 10–18 | завершил выступление                  | завершил выступление | завершил выступление        | завершил выступление |
| Иван Шапина    | Мужчины свыше 80 кг | GAMАласан Анн В 7–1, 10–1    | NORРичард Ордеманн В 3–5, 13–7, 5–3 | IRIАриан Салими П 12–5, 8–9, 6–9      | —                    | CUBРафаэль Альба П 1–6, 0–9 | 5                    |
| Лена Стойкович | Женщины до 49 кг    | CANЙосипа Кафадар В 0–0, 6–5 | TUNИкрам Дхари В 3–3, 7–3, 4–1      | THAПанипак Вонгпаттанакит П 0–8, 5–11 | —                    | TURМерве Динчел В 1–0, 5–3  | 3                    |